# Ymnigt tal
Ymnigt tal, mättat tal, överflödande tal eller rikt tal är ett positivt heltal n för vilket summan av alla dess positiva delare, inklusive n självt, är större än 2n. Värdet σ(n) - 2n, där σ(n), sigmafunktionen, är denna summa, kallas n:s ymnighet. Ymniga tal introducerades först av Nicomachus i dennes Introductio Arithmetica (cirka år 100). De tal som inte är ymniga kallas perfekta eller defekta.
De första ymniga talen är:
12, 18, 20, 24, 30, 36, 40, 42, 48, 54, 56, 60, 66, 70, 72, 78, 80, 84, 88, 90, 96, 100, 102, 104, 108, 112, 114, 120, 126, 132, 138, 140, 144, 150, 156, 160, 162, 168, 174, 176, 180, 186, 192, 196, 198, 200, 204, 208, 210, 216, 220, 222, 224, 228, 234, 240, 246, 252, 258, 260, 264, 270, … (talföljd A005101 i OEIS)
Ett ymnigt tal med ymnighet 1 kallas ett kvasiperfekt tal. Ett ymnigt tal som inte är semiperfekt kallas övernaturligt.

## Egenskaper
- Ett oändligt antal jämna och udda ymniga tal existerar.
- Varje multipel av ett perfekt tal och varje multipel av ett ymnigt tal är ymnigt.
- Varje positivt heltal större än 20 161 kan skrivas som summan av två ymniga tal.
- Mängden av ymniga tal har en naturlig densitet. Marc Deléglise bevisade 1998 att naturliga densiteten av perfekta tal och ymniga tal ligger mellan 0.2474 och 0.2480.
- Det första udda ymniga talet är 945.
- Det minsta ymniga talet som inte är delbart med 2 eller 3 är 5391411025, vars primtalsfaktorer är 5, 7, 11, 13, 17, 19, 23 och 29 (talföljd A047802 i OEIS). Iannucci har härlett en metod (2005) för att hitta det minsta ymnig talet som inte är delbar med de k första primtalen. Om {\displaystyle A(k)} är det minsta ymniga talet som inte är delbart med de första k primtalen gäller för alla {\displaystyle \epsilon >0} att {\displaystyle (1-\epsilon )(k\ln k)^{2-\epsilon }<\ln A(k)<(1+\epsilon )(k\ln k)^{2+\epsilon }} för tillräckligt stora k.